# Ernst Hans
Ernst Hans, omnämns även som Mäster Hans, död i maj 1624, var skarprättare i Stockholm 1623-1624. Han hade även varit anställd före 1623.
Ernst Hans blev rekryterad som bödel efter att denne dömts till döden. I maj 1624 hamnade han i bråk med en annan bödel på en krog i staden. Med sina tjänstesvärd började de fäktas och Hans skadades svårt med ett hugg i armen. Trots sina skador valde han att inte uppsöka hjälp utan valde istället att gå vidare till nästa krog för att förtära mera alkohol. Såret blev infekterat och han dör kort tid senare.